# 카페24
카페24(Cafe24 Corp.)는 대한민국의 글로벌 전자상거래 플랫폼 기업이다.

## 역사
1999년 설립되었다. 카페24는 2008년 필리핀과 중국을 시작으로 일본, 대만 등 해외거점을 설립했다.

### 연표
- 1999년: 심플렉스인터넷(주) 및 부설연구소 설립
- 2000년: '카페24' 브랜드 출범
- 2002년: '카페24 호스팅센터' 오픈
- 2003년: '카페24 쇼핑몰센터' 오픈
- 2004년: '카페24 디자인센터' 오픈
- 2006년: '카페24 마케팅센터' 오픈
- 2008년: 중국(연길)과 필리핀(마닐라)에 법인 설립
- 2011년: '카페24 창업센터' 오픈
- 2012년: '스마트디자인' 서비스 론칭. 일본(도쿄)법인 설립
- 2013년: '카페24 글로벌 전자상거래 플랫폼' 론칭. 중국(항저우) 법인 설립. 아마존닷컴 파트너십 체결. 서울시, 대한상공회의소 주관 '2013 일하기 좋은 우수기업' 선정
- 2014년: 해외 오픈마켓 입점지원 서비스 개시. 해외광고 마케팅 서비스 개시. 모구지에 MOU 체결. 정보보호관리체계(ISMS) 인증 획득
- 2015년: 미래창조과학부 장관상 수상. 한국인터넷진흥원장 표창 수상. 행복한중기경영대상 우수상 수상. 알리페이, JD닷컴, 라쿠텐, 라자다, VIP닷컴 MOU 체결
- 2016년: 대만(타이페이)와 일본(후쿠오카) 지점 설립, 사가와, 한진 MOU 체결, 160테라급 네트워크 장비 구축, Google Analytics 인증 파트너사 선정, 서울산업진흥원 감사패 수상
- 2017년: 사명을 '심플렉스인터넷(주)'에서 '카페24(주)'로 변경. 페이스북 파트너십 체결, 구글 Premier Partner Awards 수상
- 2018년: 카페24 코스닥 상장. '카페24 글로벌 전자상거래 플랫폼' 일본 론칭. 페이스북 MOU 체결. 대한민국창업대상 국무총리상 수상. '앱스토어' 서비스 론칭. 쇼핑몰 통합관리 솔루션 핌즈 인수
- 2019년: 카카오, KB손해보험, 이노션 월드와이드, 서울교통공사 MOU 체결. 베트남(호치민) 법인 설립. 페이스북 아태지역 본부 MOU 체결.
- 2020년: 카페24-페이스북 숍스 연동. '카페24 전자상거래 플랫폼' 필리핀, 베트남 각각 론칭. 한진, KB국민은행, GS리테일, 대교 MOU 체결
- 2021년: 미국(실리콘밸리) 법인 설립,인도(델리 NCR) 법인 설립,중국(상하이) 법인 설립